# Championnat du Japon féminin de hockey sur glace
Cet article traite du championnat féminin. Pour le championnat masculin, voir Championnat du Japon de hockey sur glace.
Le Championnat du Japon de hockey sur glace féminin est organisé par la Fédération Japonaise de Hockey sur Glace et se déroule au mois de mars. Il existe depuis 1982. Le lieu de déroulement de la compétition change périodiquement.
Toutes les équipes adhérentes à la fédération, des équipes d'entreprise aux équipes de lycée, peuvent participer.

## Palmarès
| Numéro | Année | Ville organisatrice | Équipe championne               |
| ------ | ----- | ------------------- | ------------------------------- |
| 1      | 1982  | Tōkyō               | Obihiro Taiyō Club              |
| 2      | 1983  | Hachinohe           | Obihiro Taiyō Club              |
| 3      | 1984  | Fukuoka             | Kokudo Keikaku Ice Hockey Club  |
| 4      | 1985  | Kushiro             | Tomakomai Peregrine             |
| 5      | 1986  | Nikkō               | Kokudo Keikaku Ice Hockey Club  |
| 6      | 1987  | Tomakomai           | Kokudo Keikaku Ice Hockey Club  |
| 7      | 1988  | Karuizawa           | Tomakomai Peregrine             |
| 8      | 1989  | Kobe                | Kokudo Keikaku Ice Hockey Club  |
| 9      | 1990  | Obihiro             | Kokudo Keikaku Ice Hockey Club  |
| 10     | 1991  | Kobe                | Tomakomai Peregrine             |
| 11     | 1992  | Sapporo             | Iwakura Peregrine               |
| 12     | 1993  | Hachinohe           | Kokudo Ladies (Ice Hockey Club) |
| 13     | 1994  | Karuizawa           | Iwakura Peregrine               |
| 14     | 1995  | Karuizawa           | Iwakura Peregrine               |
| 15     | 1996  | Sapporo             | Iwakura Peregrine               |
| 16     | 1997  | Tomakomai           | Iwakura Peregrine               |
| 17     | 1998  | Obihiro             | Iwakura Peregrine               |
| 18     | 1999  | Kushiro             | Iwakura Peregrine               |
| 19     | 2000  | Tomakomai           | Rokkatei Bears - Kushiro        |
| 20     | 2001  | Obihiro             | Rokkatei Bears - Kushiro        |
| 21     | 2002  | Aomori              | Iwakura Peregrine               |
| 22     | 2003  | Kushiro             | Iwakura Peregrine               |
| 23     | 2004  | Tomarimura          | Iwakura Peregrine               |
| 24     | 2005  | Obihiro             | Rokkatei Bears                  |
| 25     | 2006  | Tomakomai           | Rokkatei Bears                  |
| 26     | 2007  | Kushiro             | Rokkatei Bears                  |
| 27     | 2008  | Kushiro             | Seibu Princess Rabbits          |
| 28     | 2009  | Yokohama            | Seibu Princess Rabbits          |